# Роберто ди Матео
Роберто ди Матео (итал. Roberto Di Matteo, Шафхаузен, 29. мај 1970) је бивши италијански фудбалер и фудбалски тренер.

## Каријера
Повукао се са фудбалских терена у 31 години због повреде. Био је тренер енглеског прволигаша Челси током 2012. године. Играо је на позицији везног играча од 1988. до 2002. године, а наступао је за: Цирих, Арау, Лацио, и Челси. За репрезентацију Италије играо је од 1994 до 1998. У тренерској каријери предводио је Милтонс Кејнс Донс (бивши Вимблдон) од 2008 до 2009, Вест Бромич албион од 2009 до 2011 и Челси од 2012. године.

## Трофеји

### Играч
Арау
- Суперлига Швајцарске: 1992/93

Челси
- ФА куп:(2) 1997, 2000.
- Енглески Лига куп:(1) 1998.
- Куп победника купова: (1) 1998.
- УЕФА суперкуп: (1) 1998.

### Тренер
Челси
- ФА куп: 2012.
- УЕФА Лига шампиона: 2011/12.